# باشگاه فوتبال چارلتون اتلتیک
باشگاه فوتبال چارلتون اتلتیک (به انگلیسی: Charlton Athletic F.C.) باشگاه فوتبال انگلیسی است که در منطقه جنوب شرقی شهر لندن قرار دارد. چارلتون اتلتیک در حال حاضر در لیگ یک فوتبال انگلستان رقابت می‌کند. این باشگاه در تاریخ ۹ ژوئن سال ۱۹۰۵ تأسیس شد و سابقهٔ حضور در لیگ برتر فوتبال انگلستان را دارد. ورزشگاه خانگی باشگاه فوتبال چارلتون اتلتیک ورزشگاه ولی است که باشگاه از سال ۱۹۱۹ در آن بازی می‌کند. لباس سنتی این باشگاه از پیراهن قرمز، شورت سفید و جوراب قرمز تشکیل شده‌است. چارلتون با سایر باشگاه های لندن جنوبی همچون کریستال پالاس و میلوال رقابت محلی دارد.

## تاریخچه

### حضور در لیگ برتر (۲۰۰۷–۱۹۹۸)
در سال ۱۹۹۵ مالک جدید ریچارد مورای، آلن کربیشلی را به عنوان تنها مربی چارلتون منصوب کرد. تحت رهبری او  چارلتون در پلی‌آف در سال ۱۹۹۶ ظاهر شد اما توسط کریستال پالاس در نیمه‌نهایی حذف شد و آن فصل را در یک پایان ناامید کننده در رده ۱۵ به پایان رساند. فصل ۹۸–۱۹۹۷ بهترین فصل چارلتون برای سال‌ها بود. آن‌ها به فینال پلی‌آف بخش یک رسیدند و در یک بازی هیجان انگیز مقابل ساندرلند به نبرد پرداختند که با تساوی ۴–۴ پس از وقت اضافی به پایان رسید و چارلتون با نتیجه ۷–۶ در پنالتی‌ها به برتری رسید در بازی‌ای که به عنوان «مسلماً دراماتیک ترین بازی فوتبال تاریخ ومبلی» توصیف شد و در نهایت چارلتون به لیگ جزیره صعود کرد.
اولین کمپین چارلتون در لیگ برتر به طور امیدوارکننده‌ای آغاز شد (آن‌ها پس از دو بازی بالا رفتند) اما نتوانستند فرم خوب خود را حفظ کنند و طولی نکشید که با سقوط مبارزه می‌کردند. حاصل نبرد در روز پایانی فصل شکست بود اما هیئت مدیره باشگاه باور به کربیشلی را حفظ کرد، با امید به اینکه آن‌ها می‌توانند به لیگ برتر بازگردنند. کوربیشلی اعتماد مالک را با قهرمانی لیگ دسته یک در سال ۲۰۰۰ پاسخ داد که نشانه بازگشت آن‌ها به لیگ برتر بود.
پس از بازگشت به لیگ برتر، کوربیشلی ثابت کرد که در خرید بازیکنان باهوش عمل می‌کند و تا سال ۲۰۰۳ موفق شده بود چارلتون را در بالاترین سطح فوتبال انگلستان نگه دارد. چارلتون بخش عمده‌ای از فصل ۰۴–۲۰۰۳ لیگ برتر را صرف چالش برای یک جایگاه در لیگ قهرمانان اروپا کرد، اما پایین آمدن فرم تیم در اواخر فصل و فروش ستارهٔ تیم اسکات پارکر به چلسی، چارلتون را در مکان هفتم قرار داد که تا آن موقع بالاترین پایان باشگاه از دهه ۱۹۵۰ بود. چارلتون نتوانست به این مهم دست یابد (حضور در لیگ قهرمانان) و کوربیشلی در سال ۲۰۰۶ از باشگاه جدا شد درحالی که چارلتون یک تیم موفق میانه جدولی محسوب می‌شد.
در ماه مه ۲۰۰۶ ایان دووی به عنوان جانشین کوربیشلی نام‌گذاری شد اما پس از ۱۲ بازی لیگ در نوامبر ۲۰۰۶ با تنها دو برد اخراج شد. لز رید جایگزین دووی به عنوان سرمربی انتخاب شد؛ با این حال او نیز موفق به بهبود جایگاه چارلتون در جدول لیگ نشد و در شب کریسمس ۲۰۰۶، آلن پاردویو بازیکن سابق، جایگزین لز رید شد. اگرچه نتایج بهبود یافت، پاردویو نتوانست چارلتون را بالا نگه دارد و سقوط در مسابقهٔ نهایی فصل در برابر تاتنهام هاتسپر تأیید شد.

## هواداران و رقابت‌ها
بخش عمده‌ای از پایگاه پشتیبانی باشگاه از جنوب شرق لندن و کنت به ویژه بخش‌های لندن گرینویچ، بکسلی و بروملی می‌آید. هواداران در بازگشت باشگاه به ورزشگاه ولی در سال ۱۹۹۲ نقش کلیدی داشتند و از آن پس نماینده‌ای در هیئت مدیره در قالب یک مدیر حامی منتخب توسط هواداران داشتند. هر کسی که بلیط فصل را داشت می‌توانست خود را برای انتخابات مطرح کند؛ با تعداد معینی از نامزدها، رای‌ها توسط تمام دارندگان بلیط فصل بالای ۱۸ سال داده می‌شد. آخرین مدیر این چنینی به نام بن هیز، در سال ۲۰۰۶ برای خدمت انتخاب شد تا اینکه در سال ۲۰۰۸ این نقش به دلیل مسائل حقوقی متوقف شد. کارکردهای آن با یک انجمن طرفداران جایگزین شد، که برای اولین بار در دسامبر ۲۰۰۸ به اجرا در آمد و تا به امروز هنوز فعال است.

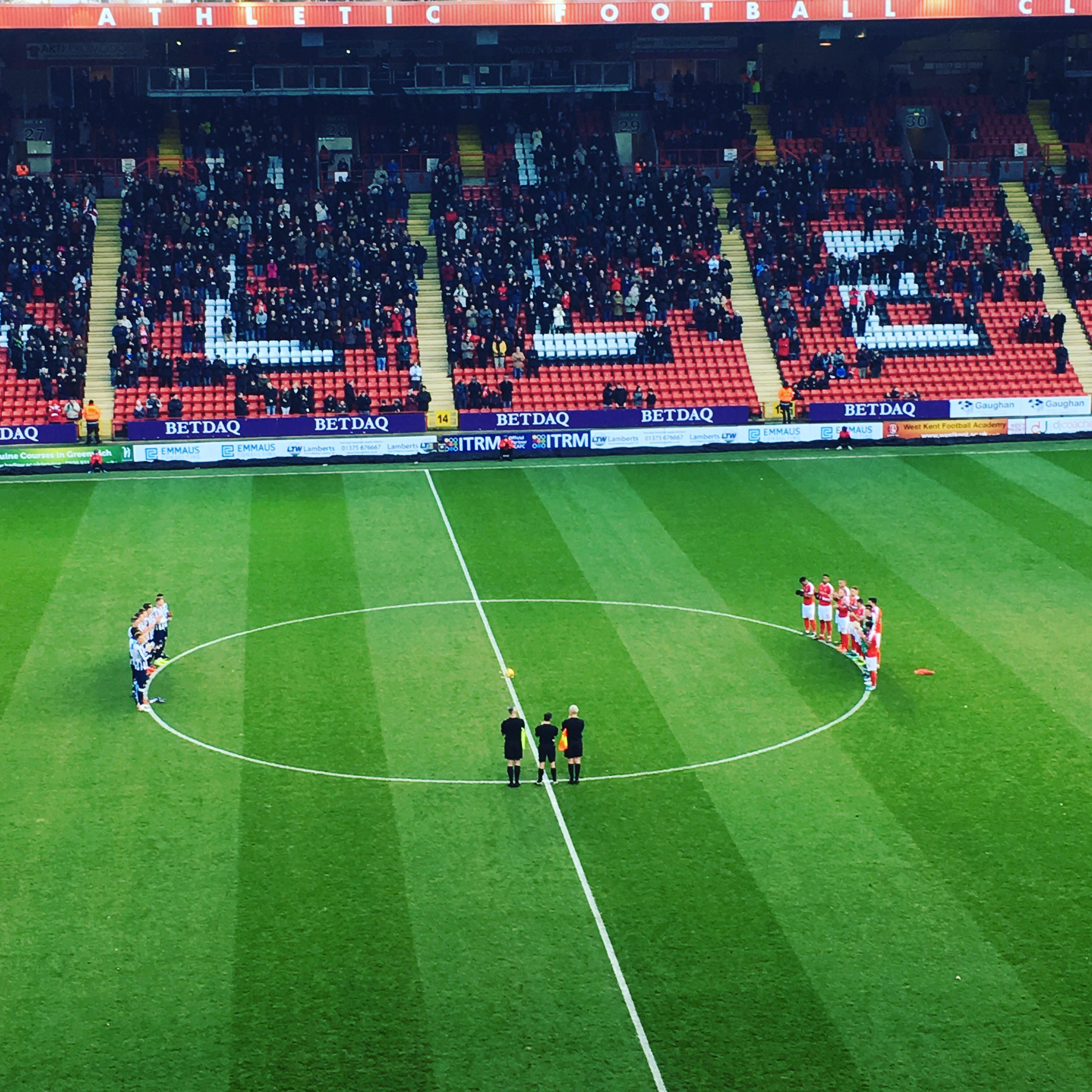
چارلتون و میلوال درحال ادای احترام به گراهام تیلور در ژانویهٔ ۲۰۱۷.

رقبای اصلی چارلتون همسایگان جنوب لندن خود، کریستال پالاس و میلوال هستند. بر خلاف آن رقبا چارلتون هرگز در سطح چهارم فوتبال رقابت نکرده‌است و بین این ۳ تیم تنها تیمی است که توانسته قهرمان جام حذفی فوتبال انگلستان شود.
چارلتون در سال ۱۹۸۵ پس از نگرانی‌های ایمنی موجود در ورزشگاه ولی مجبور به اشتراک‌گذاری زمین با کریستال پالاس شد. آن‌ها تا سال ۱۹۹۱ بازی‌های خانگی خود را در ورزشگاه سلهارست پارک انجام می‌دادند. این ترتیب توسط ران نوادس مالک کریستال پالاس برای آینده فوتبال ضروری دیده می‌شد، اما مورد خشنودی هوادارن دو تیم قرار نگرفت. طرفداران چارلتون در طول زمان خود در سلهارست پارک برای بازگشت به ورزشگاه ولی کارزاری راه انداختند.
در سال ۲۰۰۵، پالاس پس از تساوی ۲–۲ مقابل چارلتون در ورزشگاه ولی به دستهٔ پایین تر سقوط کرد. پالاس برای زنده ماندن به برد نیاز داشت؛ با این حال، در هفت دقیقه مانده به پایان، چارلتون گل تساوی را به ثمر رساند و باعث سقوط رقبای سنتی خود شد. پس از بازی، درگیری بین دو رئیس باشگاه‌های مربوطه، ریچارد مواری و سایمون جردن، بسیار منتشر شد. چارلتون از اولین دیدار خود در لیگ فوتبال در سال ۱۹۲۵، ۱۷ برد، ۱۳ تساوی و ۲۶ باخت مقابل پالاس داشته‌است. این تیم‌ها آخرین بار در سال ۲۰۱۵ به مصاف هم رفتند که پالاس در جام اتحادیه با نتیجه ۴–۱ پیروز شد.
چارلتون نزدیک‌تر از هر باشگاه دیگری و در مجاورت میلوال قرار دارد. ورزشگاه ولی و ورزشگاه دن کمتر از چهار مایل (۶٫۴ کیلومتر) از هم فاصله دارند. آن‌ها آخرین بار در ژوئیه ۲۰۲۰ به دیدار هم رفتند که نتیجه آن برد ۱–۰ برای میلوال در ورزشگاه ولی بود. چارلتون از زمان اولین بازی خود در لیگ فوتبال در سال ۱۹۲۱، ۱۲ برد، ۲۶ تساوی و ۳۷ باخت را در برابر میلوال تجربه کرده‌است. سینه ‌سرخ‌ها در دوازده بازی آخر نتوانسته‌اند میلوال را شکست دهند و آخرین برد آن‌ها در مارس ۱۹۹۶ در ورزشگاه ولی به دست آمد.

## افتخارات
- لیگ دسته اول فوتبال انگلستان[۱۱]
  - نایب قهرمان – ۳۷–۱۹۳۶
- لیگ دسته دوم فوتبال انگلستان / لیگ دسته اول فوتبال انگلستان[۱۲]
  - قهرمان – ۲۰۰۰–۱۹۹۹
  - نایب قهرمان – ۳۵–۱۹۳۶، ۸۶–۱۹۸۵
  - برندهٔ پلی‌آف – ۸۷–۱۹۸۶، ۹۸–۱۹۹۷
- لیگ دسته سوم فوتبال انگلستان / لیگ یک فوتبال انگلستان[۱۲]
  - قهرمان – ۱۲–۲۰۱۱
  - صعود با جایگاه سوم – ۷۵–۱۹۴۷، ۸۱–۱۹۸۰
  - برندهٔ پلی‌آف – ۱۹–۲۰۱۸
- لیگ دسته سوم جنوب انگلستان[۱۲]
  - قهرمان – ۲۹–۱۹۲۸، ۳۵–۱۹۳۴
- جام حذفی فوتبال انگلستان[۱۲]
  - قهرمان – ۴۷–۱۹۴۶
  - نایب قهرمان – ۴۶–۱۹۴۵
- فول ممبرز کاپ[۱۲]
  - نایب قهرمان – ۸۷–۱۹۸۶
- جام جنگ لیگ فوتبال[۱۲]
  - قهرمان مشترک – ۴۴–۱۹۴۳
- جام بزرگسالان کنت[۱۲]
  - قهرمان – ۹۵–۱۹۹۴، ۱۳–۲۰۱۲، ۱۵–۲۰۱۴
  - نایب قهرمان – ۱۶–۲۰۱۵

## بازیکنان ایرانی
- کریم باقری: ۲۰۰۱–۲۰۰۰
- رضا قوچان‌نژاد: ۲۰۱۶–۲۰۱۴[۱۳]